# Йодер (Вайоминг)
Йодер (англ. Yoder, Wyoming) — город, расположенный в округе Гошен (штат Вайоминг, США) с населением в 169 человек по статистическим данным переписи 2000 года.

## География
По данным Бюро переписи населения США город Йодер имеет общую площадь в 0,52 квадратных километров, водных ресурсов в черте населённого пункта не имеется.
Город Йодер расположен на высоте 1298 метров над уровнем моря.

## Демография
По данным переписи населения 2000 года в Йодере проживало 169 человек, 45 семей, насчитывалось 66 домашних хозяйств и 84 жилых дома. Средняя плотность населения составляла около 320 человек на один квадратный километр. Расовый состав Йодера по данным переписи распределился следующим образом: 93,49 % белых, 0,59 % — коренных американцев, 2,37 % — выходцев с тихоокеанских островов, 1,18 % — представителей смешанных рас, 2,37 % — других народностей. Испаноговорящие составили 3,55 % от всех жителей города.
Из 66 домашних хозяйств в 34,8 % — воспитывали детей в возрасте до 18 лет, 57,6 % представляли собой совместно проживающие супружеские пары, в 6,1 % семей женщины проживали без мужей, 31,8 % не имели семей. 28,8 % от общего числа семей на момент переписи жили самостоятельно, при этом 12,1 % составили одинокие пожилые люди в возрасте 65 лет и старше. Средний размер домашнего хозяйства составил 2,56 человек, а средний размер семьи — 3,09 человек.
Население города по возрастному диапазону по данным переписи 2000 года распределилось следующим образом: 30,2 % — жители младше 18 лет, 3,6 % — между 18 и 24 годами, 29,6 % — от 25 до 44 лет, 23,7 % — от 45 до 64 лет и 13,0 % — в возрасте 65 лет и старше. Средний возраст жителей составил 39 лет. На каждые 100 женщин в Йодере приходилось 119,5 мужчин, при этом на каждые сто женщин 18 лет и старше приходилось 110,7 мужчин также старше 18 лет.
Средний доход на одно домашнее хозяйство в городе составил 40 781 доллар США, а средний доход на одну семью — 41 875 долларов. При этом мужчины имели средний доход в 37 500 долларов США в год против 15 000 долларов среднегодового дохода у женщин. Доход на душу населения в городе составил 15 161 доллар в год. 5,3 % от всего числа семей в округе и 8,7 % от всей численности населения находилось на момент переписи населения за чертой бедности, при этом 6,3 % из них были моложе 18 лет и — в возрасте 65 лет и старше.